# Popetown
Popetown è una sitcom animata britannica del 2005.
Ambientato nella Città del Vaticano, narra le vicende di Padre Nicholas e di un papa di appena otto anni, capriccioso, dispettoso, combinaguai. 
Commissionata originariamente dalla BBC per il mercato britannico, non è mai stata messa in programmazione nel Regno Unito a causa delle proteste della Chiesa cattolica, andando in onda invece dall'8 giugno 2005 in Nuova Zelanda a seguito dell'acquisto dei diritti da parte della rete televisiva C4.
Dopo il doppiaggio in lingua tedesca la rete televisiva MTV ne ha acquistato i diritti per Svizzera, Austria e Germania mandando in onda la prima puntata il 4 maggio 2006, la messa in onda è stata eseguita dopo il pronunciamento del tribunale di Monaco di Baviera, il quale ha respinto il ricorso dell'episcopato locale, che aveva chiesto la sospensione del programma ritenuto offensivo nei confronti della Chiesa.
In Italia i diritti esclusivi del cartone animato sono stati acquistati dal canale satellitare Jimmy che però non ha mai annunciato la sua messa in onda.

## Episodi
| Stagione       | Episodi | Prima TV USA | Prima TV Italia |
| -------------- | ------- | ------------ | --------------- |
| Prima stagione | 10      | 2005         | inedita         |

## Personaggi e doppiatori
- Padre Nicholas, doppiato da Bob Mortimer.
- Il Papa, doppiato da Ruby Wax.
- Sorella Marie, doppiata da Morwenna Banks.
- Sorella Penelope, doppiata da Jerry Hall.
- Cardinale Uno, doppiato da Matt Lucas.
- Cardinale Due, doppiato da Kevin Eldon.
- Cardinale Tre, doppiato da Simon Greenall.
- Il Prete, doppiato da Ben Miller.
- Il Ragazzo, doppiato da Rhys Thomas.